# Atomium (conjunt musical)
El conjunt musical Atomium fou un grup de músics aficionats menorquins que interpretà música moderna a diferents locals de l'illa de l'any 1958 fins al 1960. Estava format per Joan Juaneda Anglada, Josep M. Juaneda Sampol de Palós, Jeroni Marquès, Miquel Mesquida, Lluís Coll Allès, Antoni Juanico, Joan Valera i Paco Faner.

## Inicis.
El grup es va confeccionar com a divertiment dels integrants a la Capella Davídica de Ciutadella de Menorca. L'any 1958 un grup de cantors joves de la coral es varen començar a quedar al local social, l'antiga església de Sant Josep del carrer de Santa Clara, després de l'assaig amb la coral. En el local hi adaptaven i provaven les cançons més populars del moment. Aquest grup, inicialment, estava format per Joan Juaneda Anglada, Josep M. Juaneda Sampol de Palós y Jeroni Marquès, que obtingueren el favor, encara que poc convençut, del director Biel Salord per quedar-s'hi els capvespres. Allà provaven les cançons més que conegudes de grups de música moderna com The Platters, Domenico Modugno, Marino Marini, Gilbert Becaud, Paul Anka i Renato Carosone, entre d'altres.
Aquest fet fou conegut molt prest per altres joves, que es van voler afegir al grup pel seu agradament per la música que interpretaven. A part dels tres integrants ja anomenats, s'hi afegiren Miquel Mesquida (veu solista), Lluís Coll Allès (veu i contrabaix), Antoni Juanico (clarinet), Joan Valera (guitarra) i Paco Faner (bateria). Així per tant, el grup fou format per cinc instrumentistes: clarinet, guitarra, bateria, contrabaix i piano, fet servir per Joan Juaneda, i tres cantants, que es reunien els dissabtes pel capvespre. El grup va versionar de manera innovadora i molt aconseguida cançons de la música popular com Bambina, sono io, Piccolissima serenata, Marxella, Io, i Volare, entre moltes altres. 

## Primer concert.
Aquests assajos van continuar i millorar, sovint visitats per un públic d'amics. El mateix any, després de poc temps, se'ls va proposar participar en un acte de les Joventuts Musicals, que es volien donar a conèixer, al qual van acceptar anar. Entre d'altres actuacions, el grup Atomium es va presentar el 29 de desembre del mateix any a Ferreries. Aquesta primera actuació va ser molt ben acollida pel públic, pel que hi va haver molta demanda per una segona actuació. Tot aquest ressò va fer que el grup preparés un concert de presentació, que es va interpretar el 3 de gener de 1959 al mateix local social de Sant Josep on assajaven.
Aquest primer concert de caràcter més oficial va ser un èxit, amb més públic de l'esperat i actuacions que van ser molt aplaudides. El concert va començar amb la interpretació del pasdoble Islas Canarias, amb les següent interpretacions de cançons com Puente de Piedra, Quizás, Menudo Menú i Buona sera signorina. Aquestes varen servir per fer mostra de la qualitat dels integrants del grup, que van poder demostrar les seves habilitats vocals i musicals, així com la seva fluïdesa i facilitat per adaptar les cançons. Aquesta primera actuació va ser molt celebrada pels amants de la música moderna del moment i se'n van publicar articles a les revistes d'informació i cultura de l'illa.

## Nom
Davant l'entusiasme creat pel primer concert, va ser inevitable l'urgència per establir un nom pel grup. Es va optar per un terme que era molt conegut en el moment: Atomium, d'acord amb el monument representatiu de l'Exposició Universal de Brussel·les de l'any anterior, 1958. Les seves següents actuacions varen ser també molt recordades, com la de l'u de febrer, quan van ser convidats per la Secció d'Estudis del Cercle Artístic de Ciutadella, la qual és va anomenar com a extraordinària. Aquesta actuació els va estendre, finalment, una gran fama, ja que l'auditori va estar ple i els aplaudiments no es van deixar de sentir.
Un altre dels èxits del conjunt Atomium fou l'actuació al Club Nàutic de Ciutadella, on la seva popularitat va arribar a extrems mai coneguts dins l'illa. Es considerava que a cada actuació que passava el grup millorava. També van triomfar al Club Nàutic de Maó el 12 de setembre de 1959.

## Darrer concert i dissolució
La darrera actuació del conjunt va tenir lloc al teatre OAR de Ciutadella el 15 de novembre d'aquell any al Primer Festival de la Cançó Moderna. Així va succeir perquè J. M. Juaneda, en haver vist l'èxit obtingut, va decidir traslladar-se a Barcelona per provar sort i presentar-se a unes proves a la ciutat condal. Juaneda va aconseguir actuar a Ràdio Barcelona i, entre d'altres, va quedar finalista al concurs Primer Aplauso. Va triomfar ràpidament a la ràdio, on va ser conegut amb el nom de José M. Sampol.
El grup Atomium va traspassar fronteres i va rebre proposicions per actuar a la península. Així i tot, el camí s'havia iniciat com a entreteniment dels components, pel que no els va ser possible compaginar la seva vida professional i familiar i el grup es va desfer. Encara que la seva va ser una història curta, bé és cert que va ser del tot exitosa i que tingueren alegries en totes les seves actuacions, en les que sonaven sense ànim de lucre.
En definitiva, varen poder demostrar una gran capacitat per versionar la música del moment, fent-la arribar al públic menorquí, amb arranjaments de gran qualitat i l'alegria i el record de qui va poder escoltar un grup amb tanta entrega i categoria artística.